# Rocky Gray
William Gray, más conocido como Rocky Gray (Jacksonville, 2 de julio de 1974), es un baterista y guitarrista que ha sido parte de la escena metalera de Arkansas desde principios de los años 1990. Perteneció junto a John LeCompt a la banda Evanescence, de la cual salió en muy malos términos. Gray está casado con Renée Gray, ambos tienen dos hijos Abraham y Madison y actualmente residen en Little Rock, Arkansas. Ahora es un miembro de la banda de hard rock, We Are the Fallen entre otros proyectos.

## Bandas
Actuales
- Rocky Gray (solo) – guitarras, batería, bajo (2014–presente)
- Soul Embraced – guitarra líder (1997–2009, 2014–presente), guitarra rítmica (1997–2006, 2014–presente), bajo (1997–2006), batería (2009–2014), coros (1999–presente)
- Mourningside – batería (2004–presente)
- Living Sacrifice – guitarra líder (1999–2003, 2008–presente), bajo (2005), coros (1999–2003, 2005, 2008–presente)
- Machina – batería (2005–presente)
- We Are the Fallen – batería (2009–presente)
- Even Devils Die – guitarra, teclados, programación (2014–presente)[1]
- Creepy Carnival - guitarra (2014–presente)
- Cryptic Memoirs - batería, guitarra (2013–presente)

Anteriores
- Chalice – batería (1991)
- Shredded Corpse – voz, guitarra, teclados, bajo (1991–1998)
- Sickshine[2] – batería (1993–1995)
- PainGod (luego conocida como Flesh Compressor) – guitarra (1994–1995)
- Seminal Death – voz, guitarra (1995)
- Thy Pain – guitarra, voz (2002)
- Kill System – guitarra (2002–2003)
- Evanescence – batería (2002–2007)
- The Burning – guitarra (2005–2006)
- 3 for Sorrow – batería, bajo y guitarra (2005–2006)
- Fatal Thirteen – batería (2006–2014)
- Solus Deus – guitarra líder, coros (2012–2017)

Touring
- Bleeding Through – batería (2008)
- The Killer and the Star – batería (2009–presente)

Línea de tiempo

## Negocios de Rocky Gray
En 2005, Rocky lanzó una línea de ropa llamada CrimeWave Clothing, que desde entonces ha abandonado. CrimeWave es también el nombre del sello discográfico de Rocky que en la actualidad cuenta con la banda Fatal Thirteen.